# Sami Lehtoranta
Sami Matias Lehtoranta (Suolahti, 13 novembre 1979) è un ex cestista finlandese.

## Palmarès

### Squadra
- Coppa di Finlandia: 3

Namika Lahti: 2000
Joensuun Kataja: 2011, 2012

### Individuale
- Korisliiga MVP: 2

Joensuun Kataja: 2006-07, 2011-12